# シメオン・ドニ・ポアソン
シメオン・ドニ・ポアソン（Siméon Denis Poisson、1781年6月21日 - 1840年4月25日）は、ポアソン分布・ポアソン方程式などで知られるフランスの数学者、地理学者、物理学者。

## 生涯
ピティヴィエで生まれた。初めは父の意向で医学を志したが、不器用であって医学に関心をもたなかったので数学に転向した。1798年にエコール・ポリテクニークに入学、ラグランジュ、ラプラスらに代数学などを学ぶ。1802年にフーリエの後任としてエコール・ポリテクニーク教授に就任し、1806年まで在籍した。
1808年と1809年にポアソンは、主要業績とされるいくつかの論文をフランス科学アカデミー会報に発表した。1808年の Sur les inégalités des moyens mouvement des planètes では惑星の運動を取り扱い、ラプラスとラグランジュの提出した問題への解答を試みた。続く1809年には Sur le mouvement de rotation de la terre および Sur la variation des constantes arbitraires dans les questions de méchanique において、ポアソンはこれを発展させた。また1811年にはエコール・ポリテクニークでの講義録を2巻の書籍として出版した。
1818年にロンドン王立協会フェローに選出され、1832年にはコプリ・メダルを贈られている。